# Wujal Wujal
Wujal Wujal är en region i Australien. Den ligger i delstaten Queensland, omkring 1 500 kilometer nordväst om delstatshuvudstaden Brisbane. Antalet invånare är 285.
I omgivningarna runt Wujal Wujal växer i huvudsak städsegrön lövskog. Runt Wujal Wujal är det mycket glesbefolkat, med 6 invånare per kvadratkilometer.  Genomsnittlig årsnederbörd är 1 526 millimeter. Den regnigaste månaden är mars, med i genomsnitt 394 mm nederbörd, och den torraste är september, med 11 mm nederbörd.